# Alopoglossus lehmanni
Espèce
Alopoglossus lehmanni est une espèce de sauriens de la famille des Gymnophthalmidae.

## Répartition
Cette espèce est endémique du département de Valle del Cauca en Colombie,. Elle se rencontre entre le niveau de la mer et 230 m d'altitude.

## Étymologie
Cette espèce est nommée en l'honneur de Frederico Carlos Lehmann Valencia (1914–1974).

## Publication originale
- Ayala & Harris, 1984 : A new microteiid lizard (Alopoglossus) from the Pacific rainforest of Columbia. Herpetologica, vol. 40, no 2, p. 154-158.